# 衣笠彰梧
衣笠彰梧，日本輕小說作家。代表作是《小惡魔緹莉與救世主!?》和目前連載中的《歡迎來到實力至上主義的教室》，兩部的插圖都由知世俊作負責。

## 人物簡介
早年在遊戲製作公司AKABEiSOFT2負責遊戲編劇起家。2011年與遊戲原畫師知世俊作另外成立。2012年首部原創小說《小惡魔緹莉與救世主!?》發行。2013年發行由衣笠親手編劇的遊戲《REMINISCENCE》。2015年開始連載《歡迎來到實力至上主義的教室》，2017年5月決定製作電視動畫。

## 作品

### 遊戲編劇
AKABEiSOFT2
- （2006年9月29日發行）
- 曉之護衛（2008年3月27日發行）
- 曉之護衛 ～主角們的休息日～（2008年12月25日發行）
- 曉之護衛 ～重罪末世論～（2010年4月22日發行）

- REMINISCENCE（日语：レミニセンス (ゲーム)）（2013年5月31日發行）
- REMINISCENCE Re:Collect （2014年6月27日發行）

Heliodor
- 流星WORLD ACTOR（2019年7月26日發行）
- 流星WORLD ACTOR Badge & Dagger（2021年6月25日發行）

### 小說
- 小惡魔緹莉與救世主!?（日语：小悪魔ティーリと救世主!?）（Media Factory→KADOKAWA〈MF文庫J〉，插畫：知世俊作，全6冊）
- 歡迎來到實力至上主義的教室（KADOKAWA〈MF文庫J〉，插畫：知世俊作，全14冊〈本篇11冊 + 短篇3冊〉）
- 歡迎來到實力至上主義的教室 2年級篇（KADOKAWA〈MF文庫J〉，插畫：知世俊作，全15冊〈本篇12冊 + 短篇3冊〉）
- 歡迎來到實力至上主義的教室 3年級篇（KADOKAWA〈MF文庫J〉，插畫：知世俊作，2册〈本篇2冊〉）

## 相關項目
- 知世俊作

## 來源
1. ↑  《TECH GIAN》2012年9月號，enterbrain，第161頁。
2. ↑  . WebNewtype. KADOKAWA. 2017-05-01  [2017-05-01]. （原始内容存档于2020-03-07） （日语）.

## 外部連結
- 衣笠彰梧的官方個人部落格 （日語）